# Гексанит
Гексанит (англ. Hexanite) — термопластичная немецкая взрывчатка военного назначения, созданная в начале XX века до Первой мировой войны для Кайзеровского военно-морского флота и предназначенная для уменьшения расхода тринитротолуола (ТНТ), который был тогда в дефиците. Гексанит значительно более мощное, чем тротил, взрывчатое вещество. Наиболее распространённые гексаниты содержали (по весу) 60 % тротила и 40 % гексанитродифениламина (гексил, гексит, дипикриламин).
Как правило, гексанит использовался в подводном оружии, например в боевых частях торпед серий G7а и G7e, а также в 300-килограммовых основных зарядах плавучих и якорных магнитных мин EMF с алюминиевым корпусом, способных поражать подводные лодки на глубинах 200, 300 или 500 метров.
В настоящее время гексанит считается устаревшим и встречается только в неразорвавшихся боеприпасах Второй мировой Войны.
Японцы использовали гексанит во время Второй мировой под названием «смесь типа 97 (60% тротила и 40% гексила) и 98 (60% тринитроанилина и 40% гексила)».